# GR-107
El GR-107, denominado Camino de los Hombres Buenos o Camino de los Cátaros (Camí dels Bons Homes en idioma catalán), es un Sendero de Gran Recorrido. Cruza los Pirineos a lo largo de 189km desde el Castillo de Montségur (Ariège, Fr) hasta Santuario de Queralt (Berga, Esp), y reproduce la ruta de exilio de comienzos del siglo XIII, de los últimos cátaros hacia tierras españolas, huyendo de Occitania bajo la consideración de herejes del catolicismo y perseguidos por el Papa Inocencio III y la inquisición. Los cátaros fueron llamados también "buenos hombres" o "perfectos", por su rígida moral que los conducía al desapego de toda riqueza material y dedicación al ascetismo. También son conocidos como los "hombres puros".

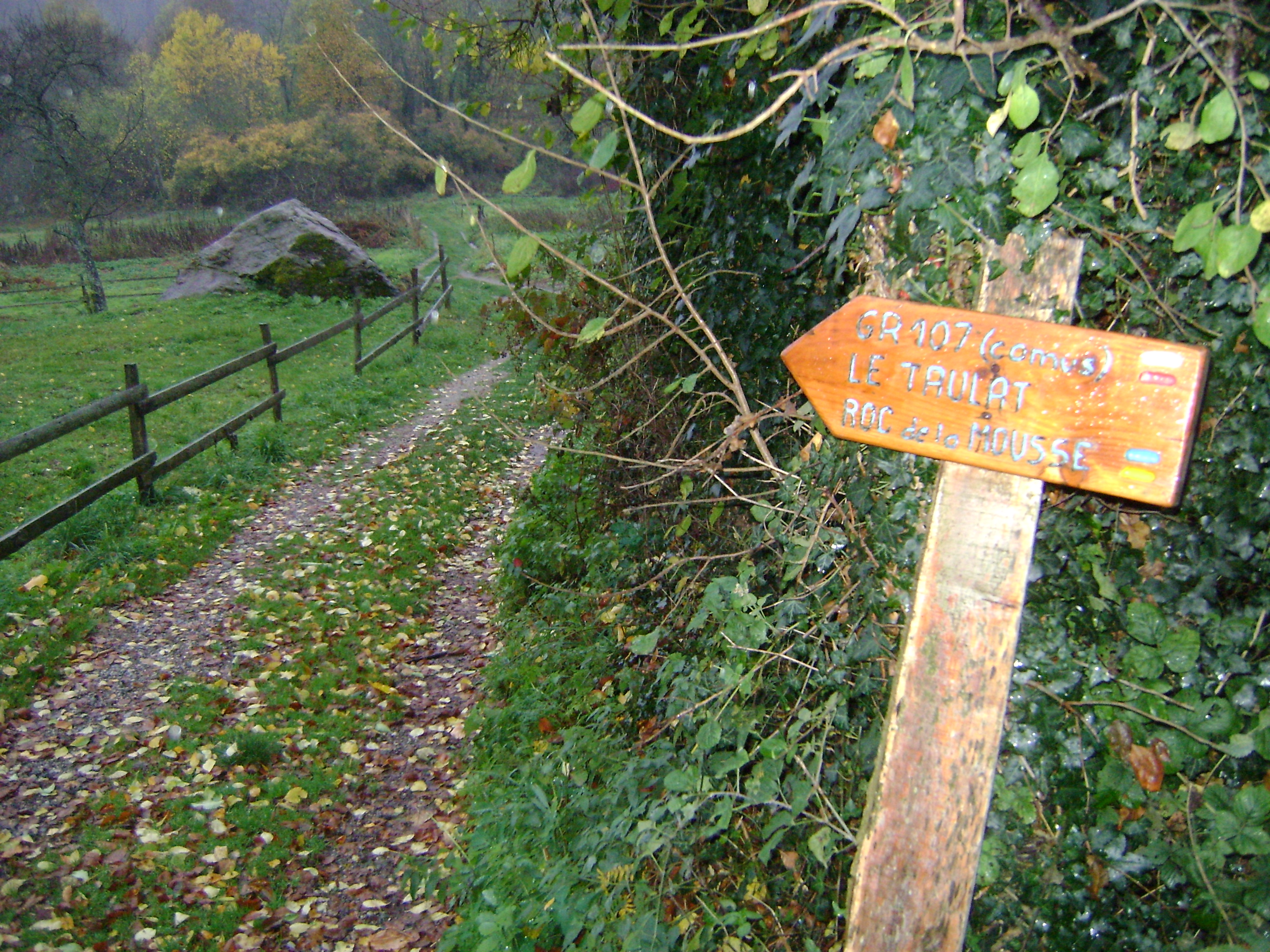
Señal de inicio de la ruta en Montségur (Fr), 02-11-09

## El recorrido
Transcurre a lo largo de 189km desde el Castillo de Montségur (Fr) hasta el Santuario de Queralt (Berga, Esp.). Se realiza en ambas direcciones de la ruta, siendo la histórica la que transcurre de Francia a España.

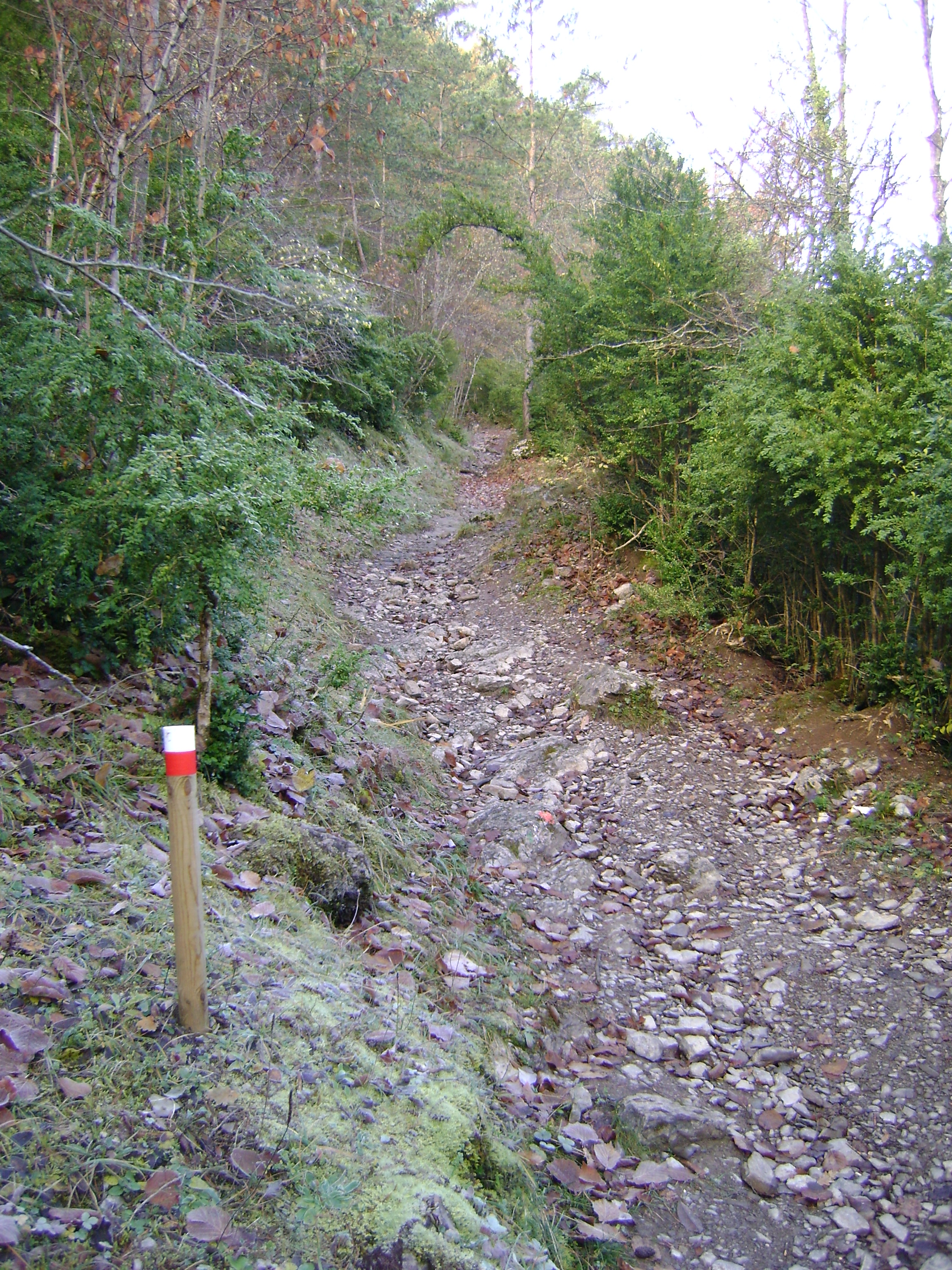
Señal en el camino, justo pasada la Font Nostra. En el Cadí-Moixeró, tramo Bagà-Gósol, 06-11-09

La señalización corresponde a la propia de un sendero de Gran Recorrido, pero viene complementada con unos excelentes paneles informativos que, a lo largo del recorrido, ha dispuesto el "Consell Regulador del Camí dels Bons Homes".

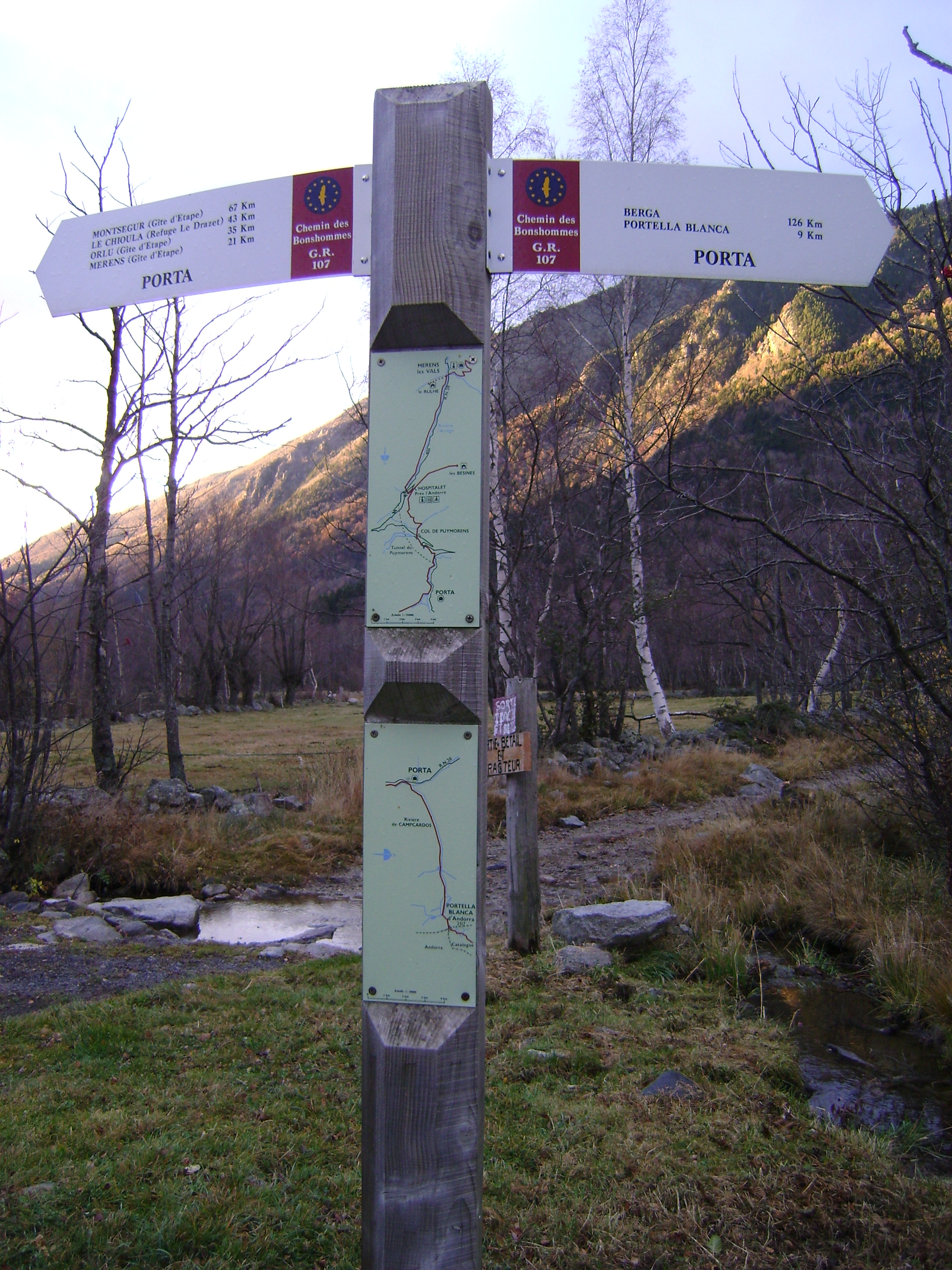
Inicios del tramo Porta-Bellver en Porta (Ariége, Fr), 04-11-09

En estos aparece la distancia recorrida, la que nos queda por recorrer, flechas de dirección y un mapa sintetizado de la zona.

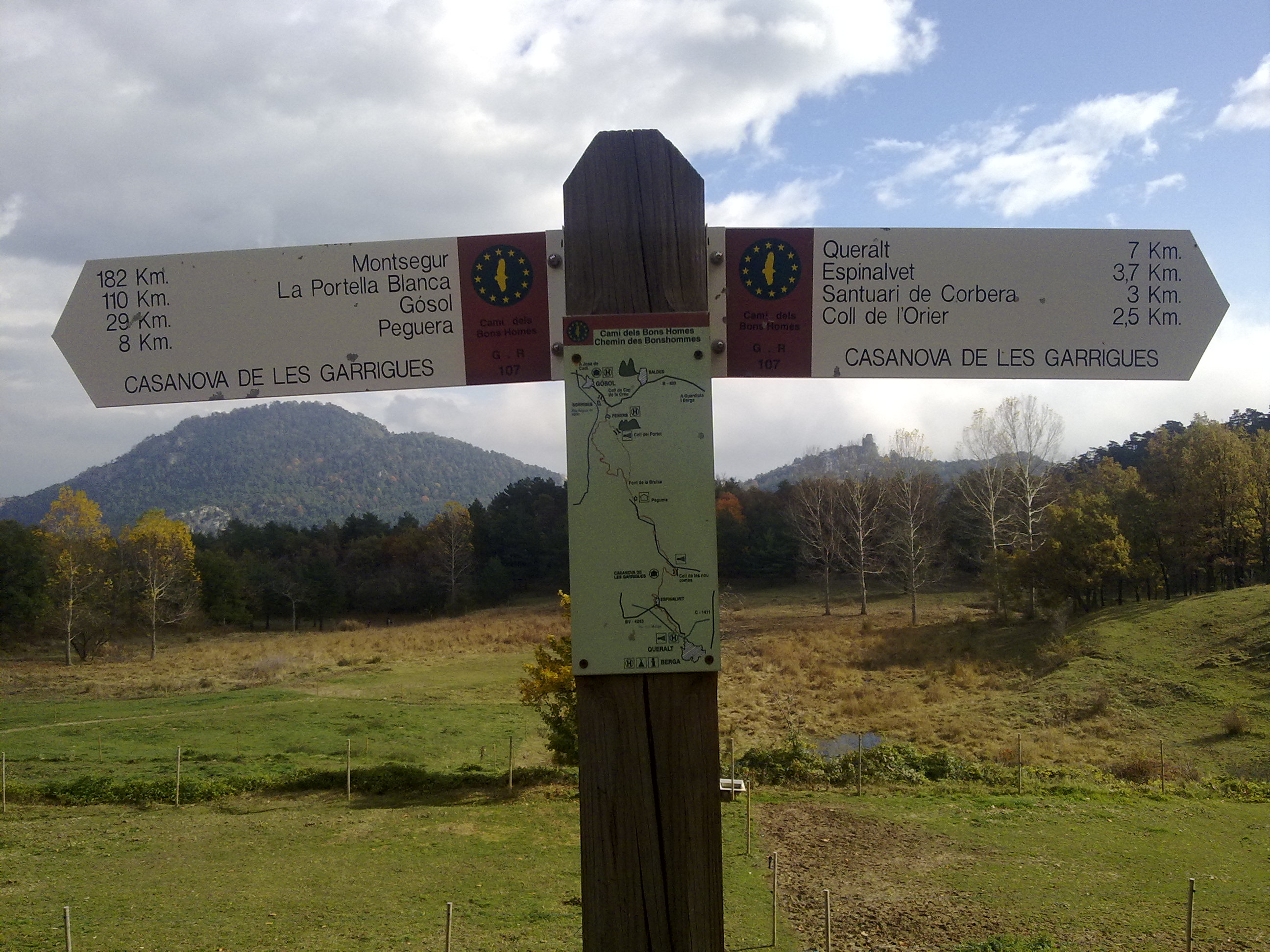
Cartel indicador del camino. En el tramo de Gósol a Queralt, 07-11-09.

El Consejo Regulador, también ha dispuesto la realización del Camino a Caballo o en BTT, con trazados alternativos ante tramos de gran dificultad.
Se recomienda realizar el recorrido en 8 jornadas a pie, a lo largo de las cuales se cruzan varios pueblos en los que se puede comer o pernoctar. Y al ser un recorrido de alta montaña en algunos tramos, también vamos a encontrar fuentes naturales, arroyos y refugios donde pasar la noche.

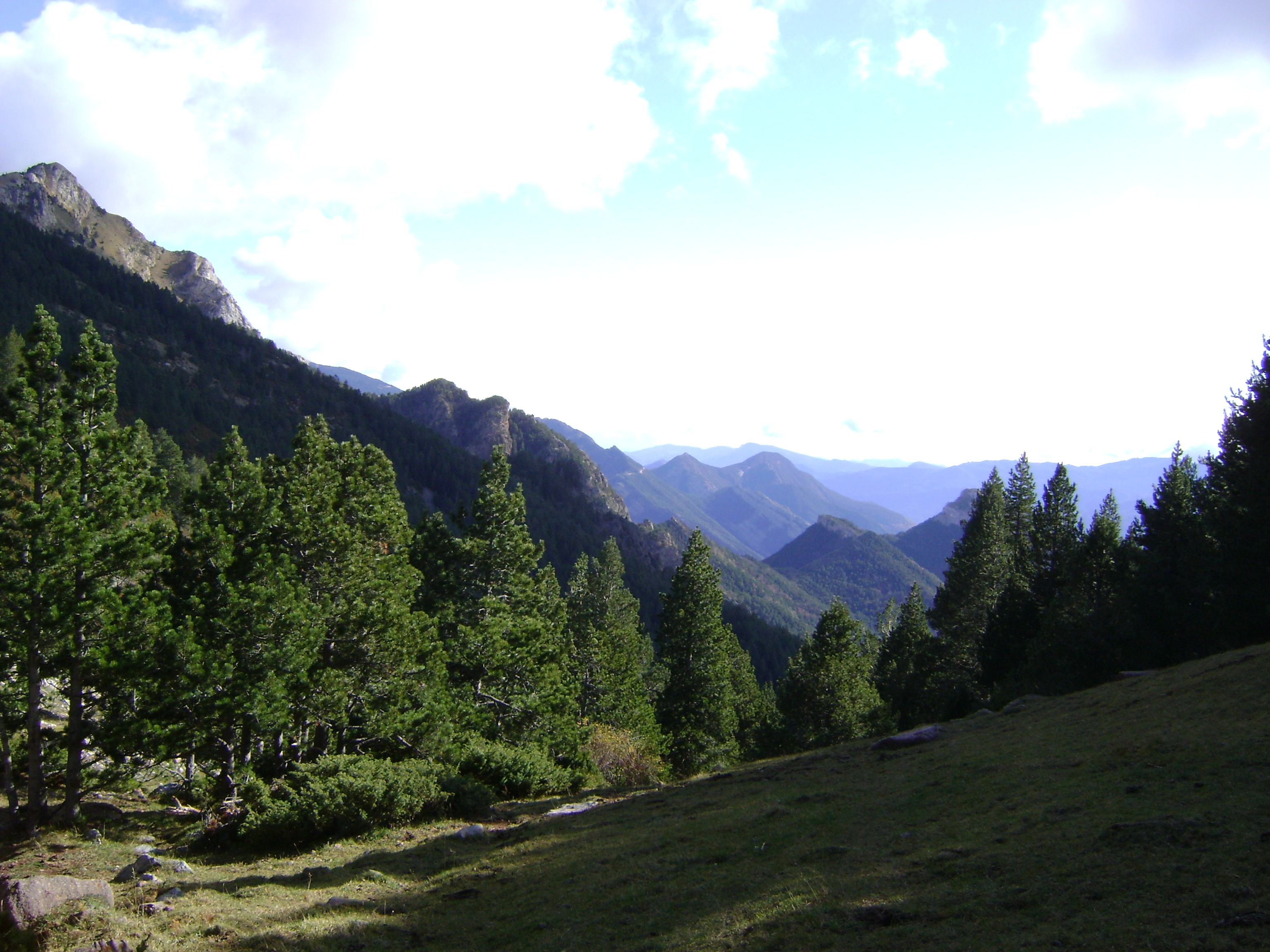
Vista pasado el Collado de Pendís. En el Cadí-Moixeró, tramo Bellver-Bagà, 05-11-09

Quién lo realice va a encontrar gran variedad paisajística con profusión de grandes zonas boscosas de grandes y ancianos árboles, prados de alta montaña de un verde inmaculado, crestas de montañas y zonas rocosas, valles sinuosos siguiendo el cauce de ríos, pueblos fieles a sus orígenes, y pasos emblemáticos del Pirineo como el "Coll de la Portella Blanca".
Por otro lado, al ser un recorrido que transita por zonas de alta montaña, se recomienda realizar el recorrido en una época próxima al verano, y no olvidar ni prescindir de ropa de abrigo del mismo modo que de elementos de auxilio como: linterna, manta térmica, multiusos, un pequeño botiquín, crema solar y gafas, recipiente con capacidad para 1 litro de agua lleno como mínimo, comida para el trayecto del día como mínimo, chubasquero... Y no sobra subrayar que nunca se debe ir solo a la montaña, de modo que el camino se debe plantear acompañado por una persona como mínimo.

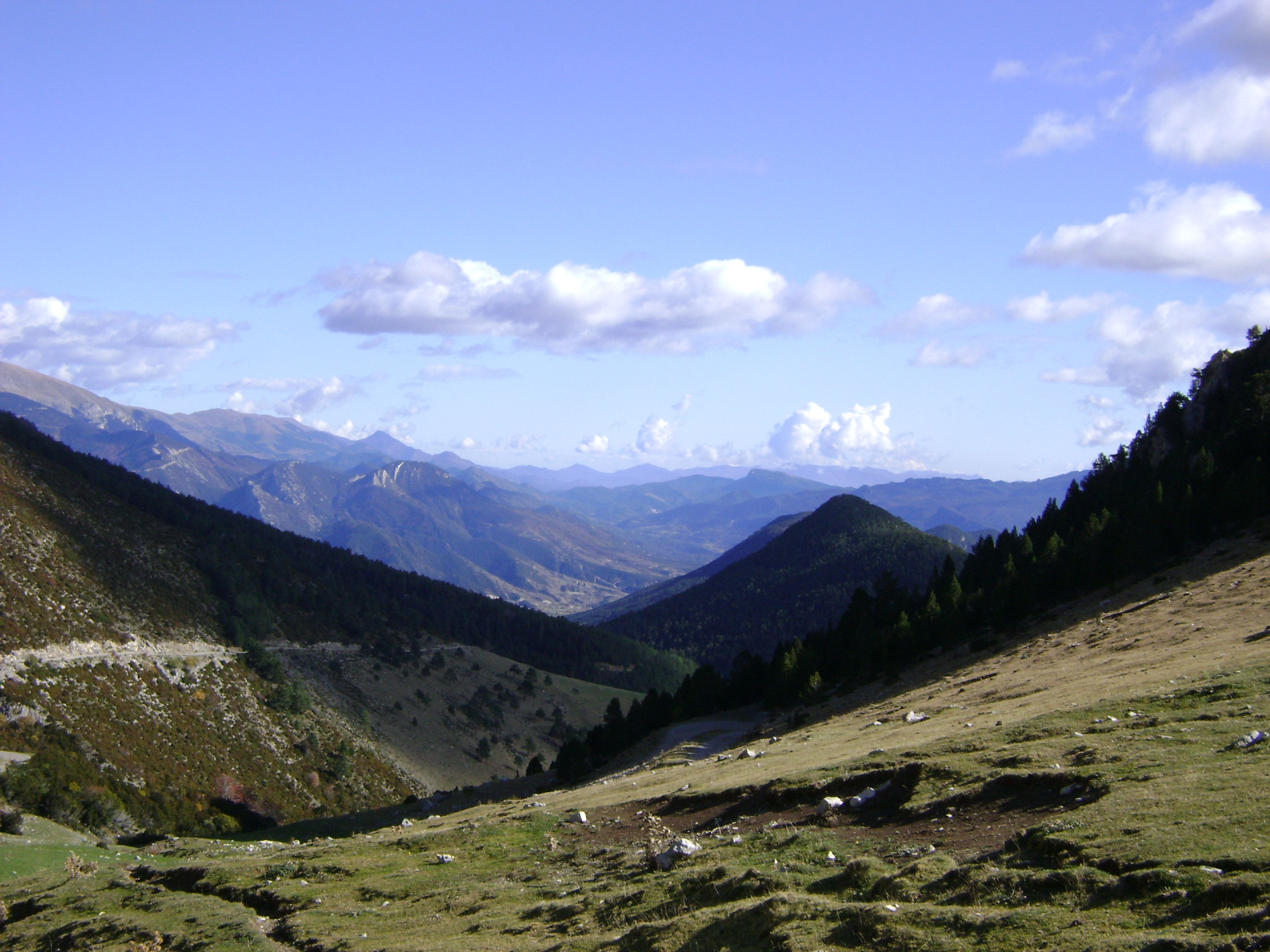
Camino i vista desde el Collado de Torn. En el Cadí-Moixeró, tramo Bagà-Gósol, 06-11-09

## Consejo Regulador
Existe también un Consejo Regulador, con sede en la población de Bagà (Bergadá, Barcelona), que se encarga del mantenimiento del sendero, la señalización, promoción del mismo a la vez que promoción de la cultura Cátara, y que ha creado una red de establecimientos adheridos a lo largo de todo el trayecto de los que responde en la calidad de los servicios. Se pueden reconocer estos por una señal en forma de placa metálica en la fachada generalmente. El Consejo Regulador también tramita, por correo, y previa solicitud con un poco de antelación, una cartilla de paso que se puede sellar en estos establecimientos adheridos. Al final del recorrido se envía la cartilla sellada al Consejo Regulador, que la devuelve por correo también, acompañada de un diploma acreditativo de haber completado la ruta. De todos modos no hace falta el uso de los servicios de los establecimientos para solicitar el sello de los mismos. En la página web del "Consell Regulador del Camí dels Bons Homes" aparecen todas las indicaciones que pueden ser de utilidad para la realización del mismo, foros con experiencias de quienes lo han realizado o que están interesados en ello, consejos de distribución de las etapas, detalles de los diferentes tramos, etc.